# Prionapteryx scitulellus
Prionapteryx scitulellus là một loài bướm đêm trong họ Crambidae.